# Castello di Lude
Il castello di Lude è uno dei grandi castelli della Valle della Loira in Francia e si trova nel comune di Le Lude nel dipartimento della Sarthe al crocevia tra le regioni di Angiò, Maine e Turenna.
Le Lude è il castello più settentrionale della Valle della Loira ed uno degli ultimi importanti castelli storici della Francia, abitato ancora dalla stessa famiglia negli ultimi 260 anni.
Il castello testimonia quattro secoli di architettura francese e i suoi giardini sono una combinazione armoniosa di stile francese e paesaggi in stile inglese, con un roseto, un labirinto, una passeggiata botanica ed esempi di arte topiaria.

## Storia
La fortezza originaria risale al X secolo quando venne costruita sulle rive del fiume Loir per difendere gli Angioini dalle incursioni normanne e successivamente da quelle inglesi durante la Guerra dei cent'anni.
Alla fine del XV secolo il ciambellano di Luigi XI, Jehan de Daillon, prese possesso dei possedimenti di Lude e vi impiegò diversi artisti italiani per trasformare la fortezza in una residenza.
Nel 1751 Le Lude divenne proprietà di Joseph Duvelaër, capo del consiglio della Compagnia francese delle Indie Orientali, la cui nipote, la marchesa de la Vieuville, costruì l'ala classica in stile Luigi XVI e difese il castello durante la Rivoluzione francese. I suoi discendenti, i Talhouët-Roy, realizzarono estesi lavori di restauro nel corso del XIX secolo.
Le Lude è stato ereditato dagli attuali occupanti, il conte e la contessa Louis-Jean de Nicolaÿ, che ne hanno portato avanti la tradizione di restauro e decorazione.